# Пелагіївка (Баштанський район)
Пелагі́ївка — село в Україні, у Софіївській сільській громаді Баштанського району Миколаївської області. Населення становить 57 осіб. До 2020 року орган місцевого самоврядування — Кам'янська сільська рада. 

## Пам'ятки
На території села розташований Свято-Михайлівський Пелагіївський жіночий монастир. На північ від села розташований Пелагіївський ботанічний заказник.